# Liga Sudeste de Futsal de 2013
A Liga Sudeste de Futsal de 2013 foi a oitava edição da competição, que ocorreu de 29 até 31 de agosto. O evento foi sediado na cidade de São Paulo (cidade), contando com 4 equipes participantes.
A AABB sagrou-se campeã pois obteve a melhor campanha.

## Regulamento
A Liga Sudeste foi realizada com a participação de equipes representantes de cada um dos estados da região sudeste do Brasil, sendo uma delas escolhida pela CBFS para ser sede. Nessa edição, o estado do Espírito Santo não teve representante, e São Paulo teve duas equipes.
Ela foi disputada em etapa única, em que as equipes enfrentavam entre si num grupo único. Seria declarada campeã a equipe com a melhor campanha.
Critérios de desempate
Ao final da Liga Sudeste, havendo igualdade do número de pontos ganhos, para o desempate, são considerados os seguintes critérios em sua determinada ordem de eliminação:
1. Confronto direto na fase;
2. Aproveitamento de Pontos;
3. Gol Average (o número de gols marcados dividido pelo número de gols sofridos);
4. Maior média de gols marcados;
5. Menor média de gols sofridos);
6. Maior saldo de gols na fase;
7. Menor média de cartões vermelhos recebidos;
8. Menor média de cartões amarelos recebidos;
9. Sorteio.[4]

## Participantes
| Equipe               | Cidade             | Estado | Títulos        |
| -------------------- | ------------------ | ------ | -------------- |
| AABB/Mapfre          | São Paulo          | SP     | 1 (2012)       |
| ADDP/Cabo Frio       | Cabo Frio          | RJ     | 0 (não possui) |
| Praia Clube          | Uberlândia         | MG     | 0 (não possui) |
| São Caetano/Drummond | São Caetano do Sul | SP     | 0 (não possui) |

## Local dos jogos

Localização da cidade de São Paulo.

A VIII Liga Sudeste de Futsal foi disputada na cidade de São Paulo. A arena escolhida para realizar os jogos foi o Ginásio A da AABB, que tem a capacidade de abrigar 1 940 espectadores. O piso utilizado na quadra é o assoalho.

## Classificação
| Pos. | Equipe         | Pts | J | V | E | D | GP | GC | SG  | GA   | %    |
| ---- | -------------- | --- | - | - | - | - | -- | -- | --- | ---- | ---- |
| 1    | AABB           | 9   | 3 | 3 | 0 | 0 | 11 | 2  | 9   | 5,50 | 100  |
| 2    | ADDP/Cabo Frio | 4   | 3 | 1 | 1 | 1 | 3  | 5  | -2  | 0,60 | 44,4 |
| 3    | São Caetano    | 3   | 3 | 1 | 0 | 2 | 11 | 5  | 6   | 2,20 | 33,3 |
| 4    | Praia Clube    | 1   | 3 | 0 | 1 | 2 | 0  | 13 | -13 | 0,00 | 11,1 |

### 1ª Rodada
| 29 de agosto | Praia Clube | 0 – 0     | ADDP/Cabo Frio | Ginásio A da AABB, São Paulo |
| 18:00        |             | Relatório |                | Árbitro: Oscar Calheiros Cruz Filho Árbitro 2: Ednei Custódio da Silva Anotador: Renato Lopes Barbosa de Jesus Cronometrista: Rodrigo Boldi França |

| 29 de agosto | AABB                               | 3 – 1     | São Caetano | Ginásio A da AABB, São Paulo |
| 19:30        | Fellipe Mello 12', 40' · Bigão 12' | Relatório | Portuga 10' | Árbitro: Claudionei Laguna Árbitro 2: Carlos Frederico Vargas Scalassara Anotador: Rodrigo Boldi França Cronometrista: Renato Lopes Barbosa de Jesus |

### 2ª Rodada
| 30 de agosto | São Caetano                                                                                             | 9 – 0     | Praia Clube | Ginásio A da AABB, São Paulo |
| 18:00        | Douglinhas 4' · Lineker 7' (g.c.) · Bid 9' · Hugo 23', 40' · Vitão 24' · Portuga 34', 37' · Juninho 38' | Relatório |             | Árbitro: Ednei Custódio da Silva Árbitro 2: Claudionei Laguna Anotador: Renato Lopes Barbosa de Jesus Cronometrista: Rodrigo Boldi França |

| 30 de agosto | ADDP/Cabo Frio | 1 – 4     | AABB                                | Ginásio A da AABB, São Paulo |
| 19:30        | Dawisson 35'   | Relatório | Mir 2' · Fellipe Mello 3', 18', 29' | Árbitro: Carlos Frederico Vargas Scalassara Árbitro 2: Oscar Calheiros Cruz Filho Anotador: Rodrigo Boldi França Cronometrista: Renato Lopes Barbosa de Jesus |

### 3ª Rodada
| 31 de agosto | São Caetano | 1 – 2     | ADDP/Cabo Frio             | Ginásio A da AABB, São Paulo |
| 15:00        | Juninho 40' | Relatório | Regufe 8' · Bruno Ciro 30' | Árbitro: Ednei Custódio da Silva Árbitro 2: Carlos Frederico Vargas Scalassara Anotador: Rodrigo Boldi França Cronometrista: Renato Lopes Barbosa de Jesus |

| 31 de agosto | AABB                                         | 4 – 0     | Praia Clube | Ginásio A da AABB, São Paulo |
| 16:30        | Victor 9', 20' · Mir 11' · Fellipe Mello 24' | Relatório |             | Árbitro: Oscar Calheiros Cruz Filho Árbitro 2: Claudionei Laguna Anotador: Renato Lopes Barbosa de Jesus Cronometrista: Rodrigo Boldi França |

## Artilharia
| 6 gols (1) - Fellipe Mello (AABB) 3 gols (1) - Portuga (São Caetano) 2 gols (4) - Juninho (São Caetano) - Hugo (São Caetano) - Victor (AABB) - Mir (AABB) | 1 gols (7) - Bid (São Caetano) - Bigão (AABB) - Dawisson (ADDP/Cabo Frio) - Douglinhas (São Caetano) - Regufe (ADDP/Cabo Frio) - Vitão (São Caetano) - Bruno Ciro (ADDP/Cabo Frio) |

## Premiação
| Liga Sudeste de Futsal de 2013 |
| São Paulo                      |
| ------------------------------ |
| AABB Campeão (2º título)       |